# Cinema Roma
Cinema Roma är en biograf i Asmara i Eritrea med 900 platser. Den byggdes 1937 som Cinema Exelsior efter att den italienska arkitekten Roberto Cappellanos förslag till en biograf med namnet Cinema Dux hade förkastats. 
Biografen byggdes om och utvidgades 1944 efter ritningar av Bruno Sciafani och fasaden kläddes med italiensk marmor. Den renoverades och återfördes till sitt ursprungliga utseende år 2005.

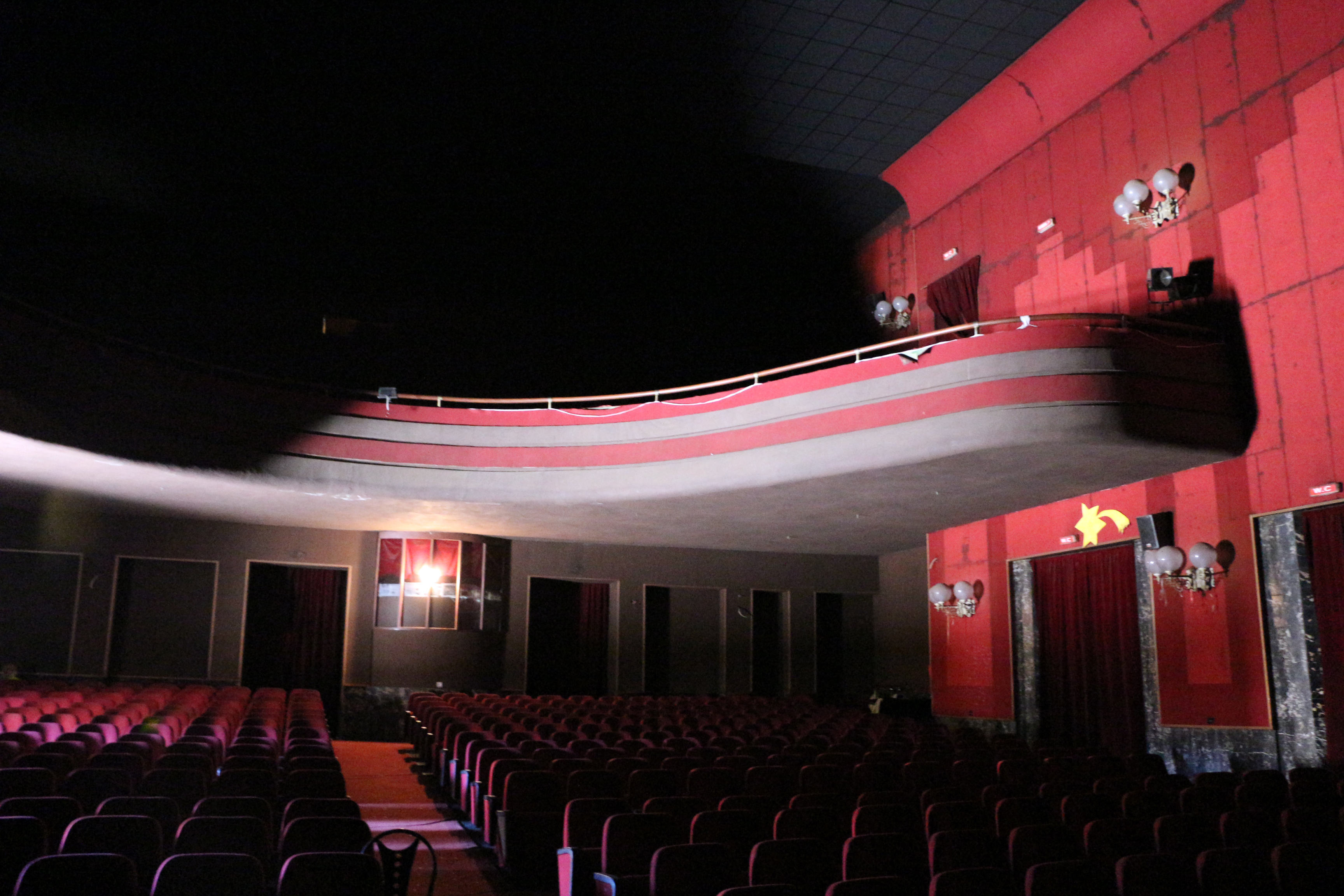
Biografsalen.

I början visades främst italienska filmer men när Eritrea blev ett engelsk protektorat 1941 ändrades repertoaren och indiska filmer blev populära. Biografen visar fortfarande film, men också fotboll från engelska Premier League.
Cinema Roma ingår i Unesco världsarvet Asmara, en modernistisk stad i Afrika.